# Tipula (Eumicrotipula) tainoleuca
Tipula (Eumicrotipula) tainoleuca is een tweevleugelige uit de familie langpootmuggen (Tipulidae). De soort komt voor in het Neotropisch gebied.